# Paulo Lopes (futebolista)
Paulo Jorge Pedro Lopes (Mirandela, 29 de Junho de 1978) é um futebolista português, que jogava de guarda-redes.
Já atuou em diversos clubes dos vários escalões do futebol português. No início da época 2012/2013 assinou contrato de dois anos com o Benfica, já o tendo renovado novamente.

## Títulos
Trofense
- Segunda Liga: 2007–08

Benfica
- Campeonato Português: 2013–14, 2015–16, 2016–17
- Taça de Portugal: 2013–14
- Taça da Liga:2013–14
- Supertaça Cândido de Oliveira: 2014, 2016, 2017

## Individuais
- Blue Stars/FIFA Youth Cup: 1996
- Melhor jogador do ano do Feirense: 2010
- Melhor Guarda-Redes da Segunda Liga: 2010–11